# Spraxkya
Spraxkya är en by i Stora Tuna socken, Borlänge kommun, centrala Dalarna.
Byn är belägen cirka 10 kilometer sydväst om centrala Borlänge och har bland annat haft en skola (sista avgångsklassen gick ut vårterminen 2005) samt Västertuna kapell, uppfört 1885-1888. Byn ligger strax sydost om sjön Spraken och består av några jordbruk samt villabebyggelse.
Spraxkya har även en innebandyklubb vid namn Spraxkya SK som för tillfället hör hemma i div 4 Dalarna.
Erik Eriksson i Spraxkya, som år 1916–1920 var partiledare för Bondeförbundet kom härifrån.

## Ortnamnet
År 1539 skrevs Sprattekyior och 1557 skrevs Spraxkian. Namnet är känt även utsocknes på grund av bristande överensstämmelse mellan stavning och uttal. Trots stavningen uttalas byns namn [ˈspraɧːa] "sprascha".
Ordet Spraxkya utgår från personnamnet Sprake. Efterledet kya åsyftar "inhägnad" - Sprakes inhägnad.